# Tajemnica starego ogrodu
Tajemnica starego ogrodu – polski film przygodowy dla młodzieży z 1983 roku w reżyserii Juliana Dziedziny. Adaptacja powieści Awantura w Niekłaju Edmunda Niziurskiego. Film wydany został na VHS.
Plenery: Wałbrzych, ruiny zamku Stary Książ, Świebodzice, Jedlina-Zdrój.

## Obsada
- Wiesław Gołas – Mniszek
- Stefan Friedmann – Dodek
- Bogusz Bilewski – bosman Reja
- Zofia Merle – Bobulina
- Andrzej Pieczyński – doktor Otrębus
- Zdzisław Sośnierz – inżynier Tyc
- Halina Śmiela-Jacobson – żona Tyca
- Kazimierz Migdar – mułła Abdullewicz
- Marek Walichniewicz – Odjemek
- Darek Walichniewicz – Odjemek
- Maciej Góraj – magister, szef szajki

## Informacje dodatkowe
Film pokazuje fragment programu telewizyjnego Sonda (o owocach synsepalu słodkiego i działaniu mirakuliny), wpisującego się w trochę nieprawdopodobną intrygę.
Film kręcony był w plenerach Wałbrzycha, m.in. osiedle Piaskowa Góra, Biały Kamień, plac Magistracki, Podgórze (dworzec Wałbrzych Główny), w ruinach zamku Stary Książ, oraz w Świebodzicach (brama Świebodzicka do zamku Książ – jako brama „starego ogrodu”). Duża część zdjęć była kręcona na terenie miasta Jedliny-Zdroju. Zdjęcia kręcono w budynkach na terenie miasta, a także na terenie Zakładu Porcelany Elektrotechnicznej „Zofiówka” (obecnie Lapp Insulators) oraz lekarskiej przychodni przyzakładowej (już nieczynnej).